# Nick Jr. Too
A Nick Jr. Too (korábbi nevén Nick Jr. 2) a Nick Jr. Channel második csatornája az Egyesült Királyságban és Írországban, általában a nap más szakaszaiban is népszerű Nick Jr. műsorokat mutat be. 2006. április 24-én indult.
Jelenleg a Nick Jr. Too a fő Nick Jr. csatornától eltérő műsort vezet; azonban az indulást követő első héten ez alapvetően a Nick Jr. Channel egyórás időeltolása volt.
2007 augusztusában a Nick Jr. Too megjelent a Virgin Media oldalán. A csatorna 2013 októberében indított ír hírfolyamot.

### Tulajdonos
Nickelodeon (Egyesült Királyság és Írország)
(MTV Networks Europe / BSkyB)

### Részvény
0,2%

### Testvércsatornák
- Nickelodeon (Egyesült Királyság és Írország)
- Nick Jr.
- Nicktoons
- Nick Toonsters